# Bundesautobahn 71
Pour les articles homonymes, voir A71.
La Bundesautobahn 71 (ou BAB 71, A71 ou Autobahn 71) est une autoroute allemande mesurant 183 kilomètres.

## Histoire
L'autoroute a été construite dans le cadre d'un projet visant à relier l'ancienne RDA avec l'ouest du pays.